# Jim Sharman
Pour les articles homonymes, voir Sharman.
James David “Jim” Sharman (né le 12 mars 1945) est un réalisateur australien. Il est connu pour le film culte The Rocky Horror Picture Show.

## Filmographie
- 1972 : Shirley Thompson versus the aliens
- 1975 : The Rocky Horror Picture Show avec Tim Curry et Susan Sarandon
- 1976 : Summer of secrets
- 1978 : La Nuit, un rôdeur (The Night, the Prowler)
- 1981 : Shock Treatment